# Коровійська сільська рада
Корові́йська сільська́ ра́да — адміністративно-територіальна одиниця та орган місцевого самоврядування у Глибоцькому районі Чернівецької області. Адміністративний центр — село Коровія.

## Загальні відомості
- Населення ради: 2 992 особи (станом на 2001 рік)

## Населені пункти
Сільській раді були підпорядковані населені пункти:
- с. Коровія

## Склад ради
Рада складалася з 16 депутатів та голови.
- Голова ради: Флюндра Георгій Васильович
- Секретар ради: Фаринюк Віктор Іванович

### Керівний склад попередніх скликань
| Прізвище, ім'я, по батькові | Основні відомості                                                 | Дата обрання | Дата звільнення |
| --------------------------- | ----------------------------------------------------------------- | ------------ | --------------- |
| Флюндра Георгій Васильович  | Сільський голова, 1951 року народження, освіта вища, безпартійний | 26.03.2006   | 31.10.2010      |
| Флюндра Георгій Васильович  | Сільський голова, 1951 року народження, освіта вища, безпартійний | 31.10.2010   |                 |

Примітка: таблиця складена за даними сайту Верховної Ради України

### Депутати
За результатами місцевих виборів 2010 року депутатами ради стали:

#### За суб'єктами висування
| Суб'єкт висування | Кількість обраних депутатів | %   |
| ----------------- | --------------------------- | --- |
| Самовисування     | 16                          | 100 |

#### За округами
| № округу | Прізвище, ім'я, по батькові   | Дата визнання обраним | Освіта  | Партійна приналежність | Відомості про обраного депутата                              |
| -------- | ----------------------------- | --------------------- | ------- | ---------------------- | ------------------------------------------------------------ |
| 1        | Тодорян Михайло Тодорович     | 03.11.2010            | середня | позапартійний          | приватний підприємець                                        |
| 2        | Фаринюк Віктор Іванович       | 03.11.2010            | середня | позапартійний          | Коровійська сільська рада, секретар                          |
| 3        | Веренка Дмитро Петрович       | 03.11.2010            | вища    | позапартійний          | приватний підприємець                                        |
| 4        | Кононюк Борис Петрович        | 03.11.2010            | вища    | позапартійний          | пенсіонер                                                    |
| 5        | Флюндра Олександр Дмитрович   | 03.11.2010            | вища    | позапартійний          | тимчасово не працює                                          |
| 6        | Піць Наталія Тодорівна        | 03.11.2010            | вища    | позапартійна           | Коровійська сільська рада, касир                             |
| 7        | Веренко Мар'ян Михайлович     | 03.11.2010            | середня | позапартійний          | приватний підприємець                                        |
| 8        | Чорна Тетяна Вікторівна       | 03.11.2010            | середня | позапартійна           | Коровійський дошкільний навчальний заклад, музичний керівник |
| 9        | Костенюк Анатолій Георгійович | 03.11.2010            | вища    | позапартійний          | приватний підприємець                                        |
| 10       | Габор Петро Тодорович         | 03.11.2010            | середня | позапартійний          | тимчасово не працює                                          |
| 11       | Синицька Олена Дмитрівна      | 03.11.2010            | середня | позапартійна           | Коровійське відділення поштового зв'язку, листоноша          |
| 12       | Коблюк Іван Тодорович         | 03.11.2010            | середня | позапартійний          | приватний підприємець                                        |
| 13       | Булезюк Лазар Георгійович     | 03.11.2010            | середня | позапартійний          | приватний підприємець                                        |
| 14       | Лупуляк Ольга Георгіївна      | 03.11.2010            | вища    | позапартійна           | Коровійська загальноосвітня школа, директор                  |
| 15       | Паладій Василь Михайлович     | 03.11.2010            | середня | позапартійний          | тимчасово не працює                                          |
| 16       | Кіцак Михайло Аурелович       | 03.11.2010            | середня | позапартійний          | приватний підприємець                                        |